# Agrișu Mare
Agrișu Mare – wieś w Rumunii, w okręgu Arad, w gminie Târnova. W 2011 roku liczyła 1169 mieszkańców. 